# Perigondwania
Perigondwania es un género de foraminífero bentónico de la subfamilia Schwagerininae, de la familia Schwagerinidae, de la superfamilia Fusulinoidea, del suborden Fusulinina y del orden Fusulinida. Su especie tipo es Perigondwania aghanabatii. Su rango cronoestratigráfico abarca desde el Sakmariense superior hasta el Artinskiense inferior (Pérmico inferior).

## Discusión
Clasificaciones más recientes incluyen Perigondwania en la superfamilia Schwagerinoidea, y en la subclase Fusulinana de la clase Fusulinata. Algunas clasificaciones incluyen Nonpseudofusulina subfamilia Pseudofusulininae, y en la familia Pseudofusulinidae.

## Clasificación
Perigondwania incluye a las siguientes especies:
- Perigondwania aghanabatii †
- Perigondwania gravis †
- Perigondwania inobservabilis †
- Perigondwania karapetovi †
- Perigondwania macilenta †
- Perigondwania pamirensis †
- Perigondwania plena †
- Perigondwania pseudosulcata †
- Perigondwania rahdariensis †